# 고노이케신덴역
고노이케신덴역(일본어: 鴻池新田駅, こうのいけしんでんえき 코우노이케신덴에키[*])은 일본 오사카부 히가시오사카시에 있는 서일본 여객철도의 역이다.

## 역 구조
상대식 승강장으로 2면 2선의 고가역이다. 개찰구는 1층에 1개만 설치되어 있다. 승강장은 지붕으로 덮이지 않은 노출부가 있다.
이코카 및 제휴 교통카드를 사용할 수 있다.

### 승강장
| 1 | ■ 갓켄토시 선 (하행) | 교바시・기타신치・아마가사키  |
| 2 | ■ 갓켄토시 선 (상행) | 시조나와테・마쓰이야마테 방면 |

## 역사
- 1912년 4월 21일: 가타마치 선 스미노도 ~ 도쿠안 사이에 개업
- 1987년 4월 1일: 민영화에 의해 서일본 여객철도의 소속이 되었다.
- 2003년 11월 1일: 이코카의 사용이 개시되었다.

## 인접정차역
| 서일본 여객철도 가타마치 선 | 서일본 여객철도 가타마치 선 | 서일본 여객철도 가타마치 선 |
| --------------------------- | --------------------------- | --------------------------- |
| 스미노도 기즈 방면          | ■ 갓켄토시 선 보통          | 도쿠안 교바시 방면          |